# Service Integration and Management
Service Integration and Management (kurz SIAM) ist eine Vorgehensweise, um verschiedene Lieferanten von IT-Dienstleistungen zu managen und eine einheitliche geschäftsorientierte IT-Organisation für die Anwender abzubilden. Sie besteht in der nahtlosen Integration einander abhängiger Dienstleistungen interner und externer Dienstleister mit dem Ziel, durchgängige Dienste zur Bewältigung der Geschäftsvorgänge zu ermöglichen.

## Hintergrund
Die Verwendung technischer Möglichkeiten und Kapazitäten mithilfe externer Dienstleister wird für viele IT-Organisationen zum dominierenden Modell. Dieses Modell ist gemeinhin als Multi-Sourcing bekannt. Die Zusammenarbeit mit unterschiedlichen Anbietern ermöglicht einer IT-Organisation, interne und große externe Ressourcen flexibel nach Bedarf bereitzustellen, um anpassungsfähiger auf Wettbewerbsänderungen zu reagieren, die Kostenreduzierung oder Innovation begünstigen. Der Einsatz von spezialisierten Top-Anbietern kann allerdings große Management-Overheadkosten verursachen und zu Schwierigkeiten beim Management von durchgängigen Prozessen führen. SIAM wurde im Hinblick auf diese Managementherausforderung entwickelt.
Der Begriff SIAM ist unter dem Begriff Service-Integration seit 2009 gebräuchlich. Mit Erscheinen des XGOV Strategic SIAM reference set der britischen Regierung im Jahr 2012 gewann SIAM zunehmend an Bedeutung. Hauptarchitekt dieses Sets war Kevin Holland. Auf der itSMF UK Konferenz 2016 wurde mit scopism.com der Trainingspartner zu SIAM vorgestellt. 2017 erschien dann der SIAM Foundation BOK.
Er sollte nicht mit dem Begriff Systemintegration verwechselt werden. Im Gegensatz zu ITIL (IT Service Management) und PRINCE2 (Projektmanagement) ist SIAM kein Standard und verfügt noch nicht über ein festes Normierungskomitee. Stattdessen wird SIAM weitgehend mit proprietären Modellen von großen IT-Dienstleistern, darunter Accenture, Capgemini, Atos und IBM umgesetzt, um Anforderungen von Beratern, insbesondere KPMG, Gartner und ISG gerecht zu werden. In der britischen Regierung wird es als eine Methode gesehen, die den großen staatlichen IT-Organisationen eine bessere Steuerung und Kontrolle einer Vielzahl externer Dienstleister erlaubt. Dies geschieht durch die Sammlung und Austausch ihrer Erfahrungen und ihrer erfolgreichsten Management-Methoden.
SIAM ist ein sich schnell entwickelnder Bereich des IT-Managements, der eng mit verschiedenen Disziplinen wie IT-Servicemanagement, Unternehmensarchitektur, Organisationsentwicklung, Qualitätsmanagement und Risikomanagement verbunden ist. Andere Entwicklungen im IT-Management wie DevOps könnten ebenfalls beeinflussen, wie SIAM sich weiterentwickelt.

## IT-Grundfunktionen
Für ein effektives und effizientes Service Integration and Management benötigen Multi-Sourcing Unternehmen entsprechende IT-Grundfunktionen. Diese müssen aufgebaut und kontinuierlich verbessert werden um ein funktionierendes SIAM zu gewährleisten. Insgesamt identifiziert die Forschung sechs Kompetenzen, die Unternehmen aufbauen und optimieren müssen:
- Service Integration Governance: Multi-Sourcing-Organisationen müssen in der Lage sein, eine Service Integration Governance zu definieren, zu etablieren und kontinuierlich anzupassen.
- Service Integration Organisation: Multi-Sourcing-Organisationen müssen in der Lage sein, eine verteilte Organisation im Einklang mit sich ändernden Geschäftsanforderungen zu entwickeln und zu verwalten.
- Geschäftssteuerung: Multi-Sourcing-Organisationen müssen die operationalen Geschäftsvorgänge analysieren und ein nach den Geschäftsanforderungen ausgerichtetes Dienstleistungsportfolio anbieten.
- Management Tools und Informationen: Multi-Sourcing-Organisationen müssen in der Lage sein, verteilte Informationen und die Tools zur Integration zu steuern.
- Lieferanten und Verträge verwalten: Multi-Sourcing-Organisationen müssen in der Lage sein, aus einem entsprechenden Anbieter-Portfolio auszuwählen und die Anbieter entsprechend der Outsourcing-Verträge zu steuern.
- Management der Ende-zu-Ende Services: Multi-Sourcing-Organisationen müssen Dienstleistungen Ende-zu-Ende verstehen, aufsetzen und managen können.

Eine bewusste und systematische Umsetzung dieser Fähigkeiten sollte die Wirksamkeit von Multi-Sourcing Strategien effektiv ermöglichen und den Gesamterfolg sicherstellen.

## Herausforderungen, Probleme und Vorteile
Wenn Dienstleistungen von einer Vielzahl von Teams oder Lieferanten gestellt werden, wird die umfassende Unterstützung für die Geschäftsprozesse einer Organisation zur Herausforderung. Um substanzielle Vorteile zu erhalten, ist eine strikte operationelle und kommerzielle Governance unerlässlich.
Untersuchungen zufolge muss SIAM vier grundlegende Herausforderungen berücksichtigen:
- Ende-zu-Ende Dienstleistungen verfolgen und messen
- Übergreifende Ziele und Spezifikationen für Lieferanten-Verträge
- Verwaltung von Beziehungen und die Zusammenarbeit mit und untereinander den Anbietern
- Definition von Standards und Modulen

SIAM Implementierungen müssen mit diesen Herausforderungen umgehen können, um auftretende Probleme  zu verhindern und die möglichen Vorteile zu realisieren.
Typische Probleme sind:
- Einzelne Teams (sowohl in-house und extern) agieren autonom und es fehlt an Koordination.
- Obwohl einzelne Anbieter ihre vertraglichen Verpflichtungen erfüllen, entsteht daraus keine Garantie dafür, dass die gebotenen das Ende-zu-Ende Service zufriedenstellend sind.
- Fragmentierung kann die Aufgaben der Integration und Governance, die beide wesentlich sind für die Bereitstellung wirksamer Dienstleistungen für ein Unternehmen oder eine Organisation, erschweren.
- Einzelne Anbieter konzentrieren sich auf Schuldermittlung anstelle die Ursache der Probleme zu beheben.

Einige der wichtigsten Vorteile für gut geführte Multi-Sourcing-Organisationen sind:
- Einfache Beschaffung zusätzlicher Ressourcen nach Bedarf
- Flexible Anpassung und schnelle Reaktion auf sich wandelnde Geschäftsanforderungen.
- Wettbewerb zwischen den Anbietern, um Kosten zu senken und die Qualität zu verbessern.
- Erweiterung des Dienstleistungsportfolios und zusätzliche Unterstützung der Organisation.
- Schnellere Realisierung mit gesteigerter Innovationskraft und IT-Kopplung.
- Möglichkeit einer schlanken Organisation, die sich auf IT-Strategie, Geschäftsbeziehungen, Architektur und Governance konzentriert.
- Verwendung von Top-Spezialisten, Nischen-Experten oder anderen individuellen Stärken, die der Gesamtdienstleistung zugutekommt.

SIAM zielt darauf ab, die angestrebte Governance und Kontrolle zu ermöglichen. Diese stellten sicher, dass Unternehmensrichtlinien und Standards nicht ignoriert oder nicht konsequent angewendet werden und Lieferanten dazu konform und effizient arbeiten.

## Organisationsstruktur
Die Schaffung eines SIAM-Team, das in zentraler Verantwortung handelt und unterschiedliche Lieferanten steuert, wird als zentrales Element zur Verhinderung von Problemen und zur Optimierung der Verbund-IT-Organisation gesehen.
Eine SIAM-Funktion, Abteilung oder Team wird in der Regel:
- verschiedene Lieferanten steuern, um die optimale Mischung aus Flexibilität, Innovation, Standard und konsistenten Service zu ermöglichen.
- verantwortlich zeichnen für gelieferte integrierte Dienstleistungen zur Geschäftsunterstützung.
- IT-Service-Management-Prozesse und Verfahren definieren, die im gesamten Unternehmen eingesetzt werden und sicherstellen, dass sie befolgt werden.
- den zentralen Steuerungspunkt zwischen IT-Bedarf und IT-Versorgung darstellen.
- die zentrale koordinative Rolle für alle Service-Management-Prozesse sein.

Aktivitäten eines SIAM Team wären zum Beispiel: Beurteilung von Veränderungen der Infrastruktur und Anwendungen, Management der Lösung von Zwischenfällen, die einen gemeinsamen Service von mehreren Dienstleistern beeinflussen und koordinierte Desaster Recovery. Zusätzlich agiert ein SIAM Team als Kontrollinstanz bei Veränderungen, Sicherheitsakkreditierung, Prüf- und Freigabeprozessen.
Es existieren fünf verschiedene Organisationsmodelle, um SIAM in Multi-Sourcing-Umgebungen mit voneinander abhängigen Services zu etablieren. Die Modelle beziehen sich auf die Art der Organisationseinheit:
- Stabs-Organisation: Das Unternehmen übernimmt die Verantwortung. Seine Stabs-IT-Organisation ist verantwortlich für die Koordination und Integration der Dienstleistungen.
- Generalunternehmer: Die Serviceintegration wird durch einen Generalunternehmer durchgeführt. Er hat die Pflicht, Unterverträge an Drittanbieter zu vergeben und ihre Dienstleistungen zu integrieren.
- Führungsunternehmer: Einer der bestehenden Service-Provider ist zusätzlich zu seiner ursprünglichen Servicebereitstellung verantwortlich für die Service-Integration.
- Unabhängiger Service Integrator: Ein unabhängiges Drittunternehmen ist für die Integration zuständig, ohne Bereitstellung eigener Serviceleistungen.
- Verteilte Service Integration: Die Aufgaben werden unter dem Kunden und allen Dienstleistern verteilt. Dies stellt ein Hybrid-Modell der vier anderen Organisationsmodelle dar.

Daher ist ein wesentliches Merkmal des SIAM-Ansatzes, das SIAM-Team entweder ganz oder teilweise durch einen Lieferanten zu stellen. Während es vielleicht aus einer Governance-Perspektive als vorteilhaft für diesen Anbieter sein könnte, selbst keine weiteren Dienstleistungen zu erbringen, ist es dennoch in der Praxis meist der Lieferant mit dem größten Auftragsvolumen. Theoretisch müsste dieser auch das größte Interesse haben einen hochwertigen Service zu liefern.

## ITIL und SIAM
ITIL-Prozesse und Funktionen bieten die Grundlage für die Umsetzung von SIAM, da sie den Lebenszyklus von IT-Dienstleistungen abdecken und deren Terminologie von den meisten IT-Anbietern verstanden werden. ITIL stellt damit eine Plattform und gemeinsame Sprache dar, mittels der ein SIAM-Team einen Verbund von Anbietern steuern und abstimmen kann. SIAM bedient sich zudem weiterer Beispiellösungen sowie ausgewählten Spezifikationen wie ISO 38500 und COBIT. Während ITIL weitreichende für SIAM relevante Richtlinien zur Verfügung stellt, fehlt eine Berücksichtigung von untereinander verbundenen unabhängigen Dienstleistern. AXELOS hat im Frühjahr 2015 erste Whitepaper zu SIAM veröffentlicht.